# ★☆北区つかこうへい劇団
★☆北区つかこうへい劇団（きたくつかこうへいげきだん）は、劇作家のつかこうへいが主宰し、東京都北区に本拠地を置いた日本の劇団。1994年4月に結成され、2011年7月に解散した。

## 概要
1994年4月、劇作家のつかこうへいが東京都北区からの要請により、地場劇団として結成。第3期生までメンバーを集めた時点で、1995年に『つか版・北区お笑い忠臣蔵』の上演にて旗揚げした。 主に、北区滝野川会館（大ホール）、北とぴあ（つつじホール・さくらホール）、田端文士村記念館の3ヶ所を中心に上演活動を行っている。 また、演劇教室、児童教室、「井上ひさし戯曲作法塾」（1999年度から2007年度まで。2008年4月からは「劇作家・演出家コース」に改名）も併設している。
2010年7月、つかの逝去に伴い、8月に予定されていた『新・蒲田行進曲』は公演中止となり、以降の公演スケジュールも白紙状態となった。2011年2月9日に北区文化振興財団と協議した結果、5月から7月にかけての連続公演を最後に解散することとなった。
解散後は、現劇団員の有志により新たな団体「★☆北区AKT STAGE」が7月に発足。 AKTの表記は、「アフター こうへい つか」の意味と、Actとを掛け合わせたもの。

## 代表作品
つかこうへいの劇作を基本的に上演しているため、「★☆北区つかこうへい劇団」としてのオリジナル作品の本数は少ない。

## 役職
つかこうへいが独自に作成し劇団内での地位や期待度により上昇したと思われる。
一時期は公式HPに掲載されていたが、後に劇団内のみで扱われた。
- 〇期生:オーデイションに受かりレッスン生としての扱い。
- 純正劇団員:2度の試験(1年目で半分以下2年目で正式に所属）に合格した人だけが名乗れる本当の劇団員。レッスンが無料であったり、扱いそのものは当然変わる。
- The劇団員:公式HP上では最終的に5人しか該当されなかった不動の地位。後に当時若かった踊場英佑のみが小文字を使い、「the劇団員」となった。 演出に関わる者や、ベテラン、主役級、お気に入り等、選考基準はつかこうへいしか知らない。
- タキシード枠?:地位というよりは褒美の一環として、ある程度の業績を積むと、つかこうへいからタキシードを送られていたらしい。

## 解散時の所属俳優 (役者コース)

### 男優
- とめ貴志 （特待生。元・つかの運転手）
- 代田正彦 （しろた まさひこ。第2期生）
- 吉田学 （第3期生）
- 小川岳男 （第4期生。The劇団員）
- 嶋祐一郎 （第5期生。The劇団員。役者の他に演出も担当）
- 武田義晴 （第6期生）
- 岩崎雄一 （第6期生。The劇団員）
- 川畑博稔 （第7期生。元・1年間つかの運転手）
- 踊場英佑 （第7期生。劇団唯一の子役。the劇団員）
- 渡辺和徳 （第7期生。元・つかの付き人。役者の他に演出・脚本も担当）
- 小川智之 （第9期生）
- 北田理道 （第10期生）
- 松本有樹純 （まつもと ゆきよし。第10期生。大分市つかこうへい劇団出身）
- 三浦祐介 （第10期生）
- 南野真一郎 （第10期生）
- 逸見輝羊 （へんみ てるよし。第10期生。The劇団員。事務局長）
- 杉山圭一 （第10期生）
- 大石敦士 （第12期生）
- 久保田創 （くぼた そう。第12期生）
- 倉本光 （くらもと ひかる。第12期生）
- 伊澤玲 （第13期生）
- 時津真人 （第13期生）
- 渡辺昇 （第13期生。愛称：のぼるん）
- 井上賢嗣 （第14期生）
- 相良長仁 （さがら たけひと。第15期生）
- 木村明弘 （第17期生）
- 水鳥浩太 （第17期生）
- 古屋太朗 （第17期生）
- 阿部雄大 （第18期生）
- 小野哲平 （第18期生）
- 蟹田光国 （第18期生）
- 吉田一人 （よしだ かずと。「戯曲・演出家コース」での第1期生。役者の他に音響も担当）
- 古賀豊 （役者の他に振付とダンス講師も担当）

### 女優
- 高野愛 （たかの めぐみ。第9期生）
- 木下智恵 （第10期生）
- 栗林真弓 （第12期生）
- 尋由帆 （じん よしほ。第12期生）
- 那須野恵 （第13期生）
- 船越ミユキ （第13期生）
- 宇田川はるか （第18期生）
- 高畠麻奈 （第18期生）

## 主な出身者

### 役者コース
男優
- 鈴木祐二
劇団第1期生。退団後にA&Mコーポレーションへ移籍し、「鈴木ユウジ」→「鈴木ゆうじ」→「神尾佑」の順で改名。
- 三島圭太 （劇団第1期生。退団後にTBSテレビに入社）
- 吉田智則 （第2期生。2001年2月末退団。大島圭子オフィスへ移籍）
- 安村和之 （第3期生。さち子プロへ移籍。現在は引退）
- 山本哲也 （第3期生。2003年8月に退団し、現在はフリー）
- 井上直己 （第3期生）
- 朝部淳次 （第3期生）
- 伏石泰宏 （第3期生。旗上げ公演『つか版・北区お笑い忠臣蔵』に出演）
- 石原良純 （第5期生）
- 友部康志 （第5期生）
- 黒川恭佑 （第5期生。スペースクラフト・エンタテインメントへ移籍）
- トロイ・ダベンポート （第6期生）
- とめ貴志 （第6期生）
- 赤塚篤紀 （第6期生。2003年8月に退団。スペースクラフト・エンタテインメントへ移籍）
- 吉浦陽二
第7期生。大分市つかこうへい劇団出身。2007年6月、北区田端文士村記念館での新人劇作家公演『うどん屋』への出演を最後に退団&引退。
- 酒井隆之 （第8期生）
- 杷野元治 （第9期生。大分市つかこうへい劇団出身）
- 平岡陽祐 （第9期生。大分市つかこうへい劇団出身）
- チョウ・ソンハ

　　第10期生。現氏名・成河 スペースクラフト・エンタテインメントへ移籍後、現在はブルー・ジュピターに所属し、フリーで活動している。主に舞台を中心に活動しているが、映像作品にも出演している
- 甲斐輝政 （第11期生）
- 田島潤　（第11期生）

女優
- 髙田万由子 （第1期生）
- 須田つや子 （特待生としての第1期生）
- 相馬あゆみ （第2期生。2001年4月をもって退団）
- 酒井晴江 （第2期生。就職を機に1999年12月に退団&引退、2018年女優復帰。2019年劇団KAKUTA入団）
- 中村真知子 （第2期生。2000年に退団。BESIDEに移籍）
- 松本倫子
- 今村美礼
- 小西真奈美 （第6期生）
- 奥村飛鳥　（第6期生）
- 田中はるみ （第7期生）
- 内田有紀 （第8期生）
- 小池栄子 （第8期生にレッスン生として参加）
- 渋谷亜希 （第8期生）
- 糸永直美
第8期生。1994年4月 - 1999年9月まで、鹿児島讀賣テレビの女子アナとして活動していた。結婚を機に上京し、「川岸直美」の名で2000年3月よりつか劇団に所属。その後離婚して再び「糸永」姓に戻り、サンプロモーションを経てホリプロアナウンサー室所属となり、NHK広島放送局にも出演者契約。
- 鶴水瑠衣 （第11期生。現:鶴水ルイ。元:南青山少女歌劇団のメンバー）
- 藤沢かりん （第11期生）
- 黒木メイサ （第11期生）
- 小田瑞穂 （第12期生）
- 黒谷友香 （第12期生）
- 黛英里佳 （第13期生）
- 鳳恵弥 （第13期生）
- 大島裕子 （おおしま ゆうこ。 第15期生にレッスン生として参加）
- 杉本有美

### 劇作家・演出家コース
- 石川朝子（第4期生）
- 石川洋子

### 演出家・劇作家など
- 藤本聡
- 蓮見正幸 （役者コースの第2期生）
- 吉崎宏人
- 秦建日子
- 羽原大介
- くるみざわしん
- 碧勇（第9期生。映画監督）
- 田口萌（戯曲作法塾第3期生）